# Фране (Јура)
Фране (фр. Frasnée) насеље је и општина у источној Француској у региону Франш-Конте, у департману Јура која припада префектури Лон ле Соније.
По подацима из 2011. године у општини је живело 38 становника, а густина насељености је износила 11,91 становника/km². Општина се простире на површини од 3,19 km². Налази се на средњој надморској висини од 540 метара (максималној 775 m, а минималној 538 m).

## Демографија
| 1962. | 1968. | 1975. | 1982. | 1990. | 1999. | 2011. |
| ----- | ----- | ----- | ----- | ----- | ----- | ----- |
| 36    | 51    | 64    | 47    | 39    | 41    | 38    |

График промене броја становника у току последњих година